# ECW World Tag Team Championship
L'ECW World Tag Team Championship è stato un titolo di tag team utilizzato nella federazione Extreme Championship Wrestling.

## Storia

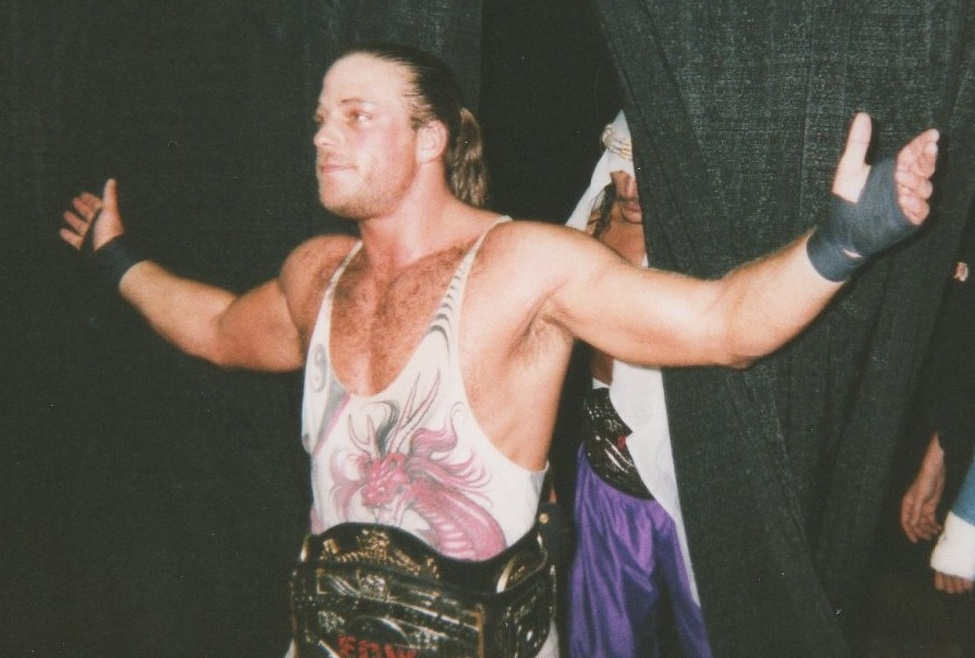
Rob Van Dam e Sabu con la cintura

Inizialmente il titolo si chiamava "NWA Eastern Championship Wrestling Tag Team Championship" e fu ribattezzato con il nome attuale (ECW World Tag Team Championship) quando la ECW lasciò la National Wrestling Alliance nel 1994.
Questo titolo fu difeso fino alla chiusura della ECW (aprile 2001) e nel 2003 tutti i beni della federazione furono acquistati dalla WWE compreso il diritto d'autore per questo campionato, che comunque non fu mai più disputato.

### Storia del nome
| Data           | Nome                                                     | Note e riferimenti                  |
| -------------- | -------------------------------------------------------- | ----------------------------------- |
| 23 giugno 1992 | NWA Eastern Championship Wrestling Tag Team Championship | Prima assegnazione del titolo       |
| 27 agosto 1994 | ECW World Tag Team Championship                          | ECW cessa la collaborazione con NWA |
| aprile 2001    | ECW World Tag Team Championship                          | ECW cessa le attività               |

## Albo d'oro
| Data              | Team Campione                          | Note                                                                          |
| ----------------- | -------------------------------------- | ----------------------------------------------------------------------------- |
| 23 giugno 1992    | The Super Destroyers                   |                                                                               |
| 2 aprile 1993     | Tony Stetson e Larry Winters           |                                                                               |
| 3 aprile 1993     | The Suicide Blonde                     |                                                                               |
| 15 maggio 1993    | The Super Destroyers (2)               |                                                                               |
| 15 maggio 1993    | The Suicide Blonde                     |                                                                               |
| 7 agosto 1993     | Eddie Gilbert e The Dark Patriot       |                                                                               |
| 1º ottobre 1993   | Tony Stetson (2) e Johnny Hot Body     |                                                                               |
| 13 novembre 1993  | Tommy Dreamer e Johnny Gunn            |                                                                               |
| 4 dicembre 1993   | Kevin Sullivan e Tasmaniac             |                                                                               |
| 5 marzo 1994      | Public Enemy                           |                                                                               |
| 27 agosto 1994    | Cactus Jack e Mikey Whipwreck          |                                                                               |
| 5 novembre 1994   | Public Enemy (2)                       |                                                                               |
| 4 febbraio 1995   | Sabu e Tasmaniac (2)                   |                                                                               |
| 25 febbraio 1995  | Chris Benoit e Dean Malenko            |                                                                               |
| 8 aprile 1995     | Public Enemy (3)                       |                                                                               |
| 30 giugno 1995    | Raven e Steven Richards                |                                                                               |
| 16 settembre 1995 | The Pitbulls                           |                                                                               |
| 7 ottobre 1995    | Raven e Steven Richards (2)            |                                                                               |
| 7 ottobre 1995    | Public Enemy (4)                       | Vincono un Fatal three-way tag team match contro Raven & Richards e Gangstas. |
| 28 ottobre 1995   | Sandman e 2 Cold Scorpio               |                                                                               |
| 29 dicembre 1995  | Cactus Jack e Mikey Whipwreck (2)      |                                                                               |
| 3 febbraio 1996   | The Eliminators                        |                                                                               |
| 3 agosto 1996     | The Gangstas                           |                                                                               |
| 20 dicembre 1996  | The Eliminators (2)                    |                                                                               |
| 15 marzo 1997     | Dudley Boyz                            |                                                                               |
| 13 aprile 1997    | The Eliminators (3)                    |                                                                               |
| 20 giugno 1997    | Bubba Ray e D-Von Dudley (2)           |                                                                               |
| 19 luglio 1997    | The Gangstas (2)                       |                                                                               |
| 16 agosto 1997    | Bubba Ray & D-Von Dudley (3)           |                                                                               |
| 17 ottobre 1997   | John Cronos e New Jack                 |                                                                               |
| 17 ottobre 1997   | Little Guido e Tracy Smothers          |                                                                               |
| 4 dicembre 1997   | Doug Furnas e Phil Lafon               |                                                                               |
| 5 dicembre 1997   | Chris Candido e Lance Storm            |                                                                               |
| 26 giugno 1998    | Rob Van Dam e Sabu (2)                 |                                                                               |
| 23 ottobre 1998   | Bubba Ray e D-Von Dudley (4)           |                                                                               |
| 31 ottobre 1998   | Masato Tanaka e Balls Mahoney          |                                                                               |
| 5 novembre 1998   | Bubba Ray e D-Von Dudley (5)           |                                                                               |
| 12 dicembre 1998  | Rob Van Dam (2) e Sabu (3)             |                                                                               |
| 17 aprile 1999    | Bubba Ray e D-Von Dudley (6)           | D-Von Dudley sconfisse Rob Van Dam in un single match.                        |
| 17 luglio 1999    | Balls Mahoney (2) e Spike Dudley       |                                                                               |
| 12 agosto 1999    | Bubba Ray e D-Von Dudley (7)           |                                                                               |
| 13 agosto 1999    | Balls Mahoney (3) e Spike Dudley (2)   |                                                                               |
| 25 agosto 1999    | Raven (3) e Tommy Dreamer (2)          |                                                                               |
| 25 agosto 1999    | Bubba Ray e D-Von Dudley (8)           |                                                                               |
| 8 gennaio 2000    | Lance Storm (2) e Justin Credible      |                                                                               |
| 25 febbraio 2000  | Tommy Dreamer (3) e Masato Tanaka (2)  |                                                                               |
| 3 marzo 2000      | Raven (4) e Mike Awesome               |                                                                               |
| 11 marzo 2000     | Lance Storm (3) e Justin Credible (2)  |                                                                               |
| 24 agosto 2000    | Mikey Whipwreck (3) e Yoshihiro Tajiri |                                                                               |
| 25 agosto 2000    | Little Guido e Tony Mamaluke           |                                                                               |
| 3 dicembre 2000   | Danny Doring e Roadkill                | ECW chiuse nell'aprile 2001                                                   |